# Cử Bình
Cử Bình, tên thật là Nguyễn Duy Bình, tự Minh Chính  hay còn gọi là Phủ Bình là một thủ lĩnh nghĩa quân Việt Nam trong thời Pháp thuộc, chống lại chính quyền thuộc địa thực dân Pháp và triều đình nhà Nguyễn.

## Thân thế và sự nghiệp
Cử Bình tên khai sinh là Nguyễn Duy Bình, quê ở làng Liễu Dinh, huyện An Lão, phủ Kiến An, tỉnh Hải Dương (nay thuộc huyện An Lão, thành phố Hải Phòng).
Ông đỗ cử nhân dưới thời Nguyễn nhưng chán ghét triều đình nhà Nguyễn đầu hàng thực dân Pháp nên không ra làm quan. Cử Bình cùng Nguyễn Văn Tư khởi nghĩa lập căn cứ ở chùa Hoa Long (Núi Voi, huyện An Lão) rồi liên lạc với thủ lĩnh nghĩa quân Tán Thuật khởi nghĩa Đông Triều (Chí Linh) và Đốc Tít khởi nghĩa ở Trại Sơn (Cù Lao, Hai Sông, Thủy Nguyên, Hải Phòng). Cử Bình làm chỉ huy trưởng, Nguyễn Văn Tư là chỉ huy phó.
Năm 1884, nghĩa quân Cử Bình, Nguyễn Văn Tư có khi độc lập tác chiến, có khi phối hợp với các lực lượng nghĩa quân khác, liên tục đánh phá giao thông đường bộ, thủy của thực dân Pháp.
Năm 1885, nghĩa quân Cử Bình hoạt động chống thực dân Pháp ở huyện An Lão, Kiến Thụy, Tứ Kỳ.
Theo tài liệu của Pháp, Cử Bình là một tướng của đề đốc Tạ Hiện, Tạ Hiện có năm dinh là: Trung quân, Tiền quân, Hậu quân, Tả quân, Hữu quân. Cử Bình chỉ huy Hậu quân. Ngày 2 tháng 2 năm 1887, Tạ Hiện bị quân Pháp bắt và giết thì Cử Bình phối hợp với Tiền quân đô thống Phạm Văn Đức, Lãnh Pha Thoa hoạt động ở cửa sông Thái Bình, Văn Úc và đảo Đồ Sơn, Cát Bà.
Tháng 12 năm 1888, Cử Bình và Lãnh Tư chỉ huy và tiêu diệt quân Pháp ở núi Voi, trận đánh kéo dài suốt 4h sáng đến 4h chiều. Về trận này, Minh Thành viết trong bài Về cuộc khởi nghĩa Bãi Sậy, đăng trên Tạp chí lịch sử như sau: "Vào tháng 12 năm 1888, nghĩa quân tấn công Đồn Voi (Hải Dương), suốt 4h sáng đến 4h chiều." Cũng về trận này, Lịch sử đấu tranh huyện An Lão viết như sau: "Tại núi Voi nghĩa quân do Lãnh Tư (Khúc Giản), Cử Bình (Liễu Dinh), chỉ huy tấn công Tượng Sơn (Núi Voi), dùng hỏa công đốt cháy đồn giặc, giết chết tên Quan Ba, chỉ huy đồn. Giặc Pháp đem quân đánh Cử Bình nhiều lần không được, chúng sai bọn cha cố, phản động lừa bắt ông rồi xử tử hình. Triều đình nhà Nguyễn hùa theo giặc Pháp, xóa tên ông trong danh sách cử nhân. Sau khi xử tử hình Cử Bình, thực dân Pháp san bằng khuôn viên chùa Long Hoa, căn cứ của nghĩa quân."
Ngày 28 tháng 11 năm 1996, Chủ tịch Ủy ban nhân dân thành phố Hải Phòng đã kí quyết định số: 666/QĐ/UB về việc đổi tên, đặt tên một số đường phố quận Hồng Bàng, trong đó đường hiện nay số 24a dài 500m được đặt tên là phố Cử Bình.